# Cuboku

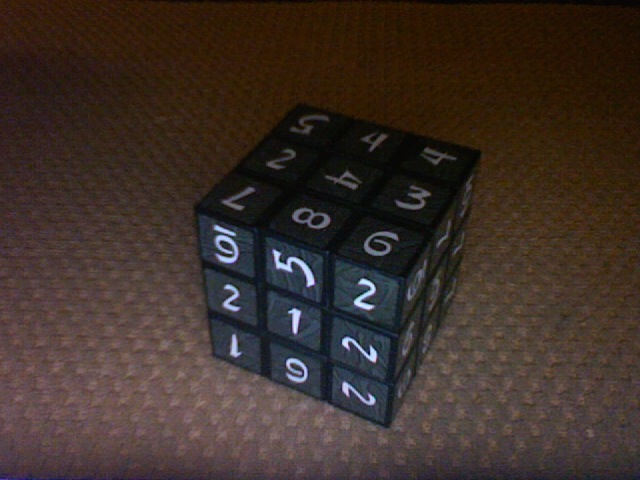
Um cuboku.

Cuboku, Cubo Sudoku ou ainda Cubo Mágico Sudoku é um termo cunhado para indicar um cubo móvel como, por exemplo, e mais comumente, os baseados no Cubo de Rubik, em cujas faces são mostrados, em vez de cores, fragmentos de Sudoku. O objetivo do brinquedo é formar Sudoku autênticos. O brinquedo foi criado em 2006 por Jay Horowitz, em Sebring, Ohio.
O Cubo Sudoku é um híbrido entre o Sudoku e o Cubo de Rubik. Tem as características do cubo em sua operação, mas o objetivo é encontrar Sudokus escondidos e também resolvê-los.
Apesar de o número de combinações possíveis para um cubo 3x3x3 ser enorme, conseguir achar um Sudoku por acaso é quase impossível.[carece de fontes?]

## Produção
O Cuboku foi inventado pelo veterano fabricante de brinquedos Jay Horowitz depois que ele teve a ideia de combinar Sudoku com Cubo de Rubik. Horowitz já possuía os moldes para a produção de Cubos de Rubik e foi capaz de usá-los para produzir seu novo projeto. A produção em massa é concluída na China pela American Classic Toy Inc, uma empresa pertencente a Horowitz. O produto é vendido nos Estados Unidos, em lojas como a Barnes & Noble e FAO Schwarz. Existem 12 tipos de Cubokus, que diferem em dificuldade e são destinadas a diferentes faixas etárias.

## Regras do Cuboku
O desenhos das peças do Cubo de Rubik permite girar suas faces sem que o cubo de se desarme, para buscar a solução: que cada face seja da mesma cor. No Cuboku as cores das faces são substituídas por regiões de Sudokus.
Se observamos a face superior do Cuboku da imagem deste artigo, veremos que a solução do Cuboku não foi alcançada visto que há números que se repetem na mesma linha ou coluna, ou seja, contra as regras do Sudoku. No caso, o jogador teria que girar, fazendo novas combinações, para tentar encontrar um Sudoku válido, ou seja, para que a face tenha os algarismos de 1 a 9.

## Como resolver
O objetivo é alinhar os números de 1 a 9 em cada uma das seis faces do cubo, sem repetir números em qualquer linha, coluna ou face, similar ao conceito do Sudoku.
- Familiarização com o cubo: Antes de resolver o Cuboku, é essencial entender como os movimentos do cubo afetam os números. Isso requer conhecimento básico sobre o Cubo de Rubik, já que os blocos e suas posições mudam da mesma forma.
- Visualização das faces: Para facilitar a resolução, imagine o cubo "desdobrado" em um diagrama 2D, como se fosse um cubo de Rubik desmontado em uma cruz. Isso ajuda a visualizar as interações entre as faces adjacentes e como os números se relacionam em diferentes direções.
- Resolução dos cantos: O primeiro passo prático envolve organizar os números nos cantos. Como em um cubo de Rubik, os cantos são peças fixas, e ajustar os números corretamente nesses blocos ajuda a estabelecer uma base sólida para o resto do cubo. Assegure-se de que os números nos cantos sigam a orientação correta em relação a cada face.
- Ajuste das bordas: As peças das bordas conectam as faces adjacentes. Aqui, você deve garantir que os números nas peças da borda complementem os números vizinhos, evitando repetições e mantendo a sequência correta.
- Finalização com os centros: Após alinhar os cantos e as bordas, preencha os números nas peças centrais de cada face, assegurando que cada face contenha os números de 1 a 9, sem repetições em qualquer linha ou coluna.

Resolver um Sudokube é um desafio que requer paciência e uma boa percepção espacial. A estratégia é semelhante à resolução de um cubo de Rubik, mas com a complexidade adicional das regras do Sudoku.